# Beauprea congesta
Espèce
Statut de conservation UICN

 EN D : En danger
Beauprea congesta est une espèce de plantes à fleurs du genre Beauprea de la famille des Proteaceae.

## Répartition
Beauprea congesta est endémique de Nouvelle-Calédonie.